# Carmen Grande Belmonte
Carmen Grande Belmonte är en ort i Mexiko.   Den ligger i kommunen Simojovel och delstaten Chiapas, i den sydöstra delen av landet, 700 km öster om huvudstaden Mexico City. Carmen Grande Belmonte ligger 326 meter över havet och antalet invånare är 328.
Terrängen runt Carmen Grande Belmonte är kuperad åt sydväst, men åt nordost är den bergig. Carmen Grande Belmonte ligger nere i en dal. Runt Carmen Grande Belmonte är det ganska glesbefolkat, med 45 invånare per kvadratkilometer. Närmaste större samhälle är Simojovel de Allende, 16,2 km väster om Carmen Grande Belmonte. I omgivningarna runt Carmen Grande Belmonte växer huvudsakligen savannskog.